# Ryszard Przewłocki
Ryszard Przewłocki (ur. 1943) – polski neurobiolog i neurofarmakolog, profesor nauk medycznych, pracownik naukowy Instytutu Farmakologii PAN, członek Polskiej Akademii Nauk, Polskiej Akademii Umiejętności i Academia Europaea, jeden z najczęściej cytowanych naukowców polskich w dziedzinie biomedycyny, od 2021 wicedyrektor Wydziału Lekarskiego PAU. W młodości aktor Teatru 38, epizodycznie również aktor filmowy.

## Życiorys
W 1962 roku zdał maturę w I Liceum Ogólnokształcącym im. B. Nowodworskiego w Krakowie. Następnie studiował automatykę w latach 1962–1967 na Wydziale Elektrycznym Akademii Górniczo-Hutniczej w Krakowie i psychologię w latach 1966–1970 na Uniwersytecie Jagiellońskim.
W okresie studiów był aktorem Teatru 38, krakowskiego teatru eksperymentalnego. Zadebiutował na jego deskach w 1963 roku w spektaklu 23 strony maszynopisu. Spektakl otrzymał pierwszą nagrodę na Festiwalu Amatorskich Teatrów Poezji w Poznaniu, gdzie przewodniczącym jury był Julian Przyboś. Później Przewłocki grał w sztukach m.in. zabawnej w stylu kowbojskim Starej Baśni Ignacego Kraszewskiego w inscenizacji Mieczysława Święcickiego w oparciu o libretto Aleksandra Bandrowskiego. Grał główne role w sztukach reżyserowanych przez Helmuta Kajzara: króla Ryszarda III w Ryszardzie III wg Williama Szekspira oraz Natana w Sędziach Stanisława Wyspiańskiego. Ponadto grał w sztuce Kot i mysz Güntera Grassa w adaptacji i reżyserii Jana Güntnera oraz w Spadaniu i Księdze Hioba w reżyserii Bogusława Hussakowskiego. Z zespołem Teatru 38 brał udział w wielu festiwalach teatralnych, m.in. w Nancy i Zagrzebiu, Parmie, Erlangen oraz w tournée po wielu miastach Hiszpanii. W 1969 wystąpił w krótkometrażowym filmie Juliana Antoniszczaka W szponach seksu. Po latach powrócił do aktorstwa – zagrał prezentera telewizyjnego w etiudach Hydrofobia (2013) i Ad maiorem pastae gloriam (2017) w reżyserii Franciszka Vetulaniego.
W 1969 roku podjął pracę w ówczesnym Zakładzie Farmakologii PAN, w Pracowni Neurofarmakologii. Tam w roku 1975, już po przekształceniu Zakładu w samodzielny Instytut, doktoryzował się w zakresie nauk przyrodniczych i objął stanowisko starszego asystenta. W latach 1977–1979 uzyskał stypendium Max-Plancka i odbył staż podoktorski w Instytucie Psychiatrycznym Max-Plancka w Monachium. Habilitację w zakresie neurofarmakologii uzyskał w 1986 roku w Instytucie Biologii Doświadczalnej im. M. Nenckiego PAN w Warszawie. W roku następnym odbył staż naukowy w Institute of Mental Health w Ann Arbor, Michigan. W 1992 roku otrzymał tytuł profesora nauk medycznych. W latach 1994–1995 był stypendystą Fulbrighta w Scripps Research Institute w San Diego. Od 1986 jest członkiem Rady Naukowej Instytutu Farmakologii PAN. Był jednym z organizatorów Instytutu Biologii Molekularnej i Komórkowej UNESCO/PAN, w latach 1996–1998 był profesorem w tym instytucie, a następnie w latach 1998–2008 członkiem jego Międzynarodowego Komitetu Doradczego.
W latach 1989–1993 był kierownikiem Zakładu Badań Neuropeptydów w Instytucie Farmakologii PAN a od 1993 do 2017 kierownikiem Zakładu Neurofarmakologii Molekularnej. Od 1999 był profesorem w Zakładzie Neurobiologii i Neuropsychologii Instytutu Psychologii Stosowanej Uniwersytetu Jagiellońskiego. Od 2004 roku kierował tym Zakładem. Był opiekunem trzech przewodów habilitacyjnych oraz promotorem piętnastu prac doktorskich i około 80 prac magisterskich.
Opublikował ponad dwieście oryginalnych prac badawczych w recenzowanych czasopismach naukowych (m.in. w Science i Nature) oraz kilkadziesiąt prac przeglądowych i popularnonaukowych.
Od 2005 roku był członkiem IBRO Central and Eastern European Regional Committee, a od roku 2008 do 2013 przewodniczącym tej organizacji. W latach 2013–2016 został wybrany i był przewodniczącym organizacji FENS/IBRO Schools. Jest członkiem Polskiego Towarzystwa Badania Układu Nerwowego, a latach 2005–2007 był jego prezesem. Jest członkiem Komitetu Neurobiologii PAN, latach 1998–2001 był wiceprzewodniczącym tego komitetu. W latach 2008–2013 był członkiem Komitetu Narodowego ds. Współpracy z Międzynarodową Radą Nauki przy Prezydium PAN. W 2005 roku został wybrany na członka korespondenta Wydziału Lekarskiego, a w roku 2018 na członka rzeczywistego Polskiej Akademii Umiejętności. Od 2007 roku jest członkiem honorowym Polskiego Towarzystwa Badania Bólu. Jest członkiem międzynarodowych towarzystw naukowych (m.in. IASP, EFIC, FENS, SFN, INRC). W 2019 roku został wybrany członkiem korespondentem Polskiej Akademii Nauk. W 2021 został wybrany na wicedyrektora Wydziału V Lekarskiego Polskiej Akademii Umiejętności.
Był członkiem komitetu redakcyjnego czasopisma „Life Science” (1990–2006), obecnie jest członkiem komitetu redakcyjnego „European Journal of Pharmacology” (od 2004) i „Addiction Biology” (od 2009).
Żonaty z Barbarą Przewłocką, neurofarmakolożką, profesorem nauk medycznych w Instytucie Farmakologii PAN i członkiem korespondentem PAU. Ma dwóch synów, Mikołaja i Szymona.

## Wybrane publikacje
- PRZEWŁOCKI R. Lasoń W., Konecka A., Gramsch C., Herz A., Reid L.: The opioid peptides dynorphin, circadian rhythms and starvation. Science 1983, 219, 71-72.
- Stein C., Hassan A.H.S., PRZEWŁOCKI R., Gramsch C., Peter K., Herz A.: Opioids from immunocytes interact with receptors on sensory nerves to inhibit nociception in inflammation. Proc Natl Acad Sci USA 1990, 87, 5935-5939.
- Przewlocka B., Lasoń, PRZEWŁOCKI R.: Time-dependent changes in the activity of opioid systems in the spinal cord of monoarthritic rats: a release and in situ hybridization study. Neuroscience 1992 46:209-216.
- PRZEWŁOCKI R., Hassan A.H.S., Lasoń W., Epplen C., Herz A., Stein G.: Gene expression and localization of opioid peptides in immune cells of inflamed tissue: functional role in antinociception. Neuroscience 1992 48:491-500.
- PRZEWŁOCKI R., Parsons K.L., Sweeney D.D., Trotter C., Netzeband J.G., Siggins G.R., Gruol D.L.: Opioid enhancement of calcium oscillations and burst events involving NMDA receptors and L-type calcium channels in cultured hippocampal neurons. J Neurosci., 1999, 19(22):9705-15.
- Schneider T, PRZEWŁOCKI R. Behavioral alterations in rats prenatally exposed to valproic acid: animal model of autism. Neuropsychopharmacology. 2005; 30(1):80-9.
- Ziolkowska B, Gieryk A, Bilecki W, Wawrzczak-Bargiela A, Wedzony K, Chocyk A, Danielson PE, Thomas EA, Hilbush BS, Sutcliffe JG, PRZEWŁOCKI R.: Regulation of α-synuclein gene expression in limbic and motor brain regions of morphine-treated mice. J. Neurosci., 2005, 25, 4996-5003.
- Obara I., Rodriguez Parkitna J., Korostyński M., Makuch W., Kamińska D., Przewłocka B., PRZEWŁOCKI R.: Local peripheral opioid effects and expression of opioid genes in the spinal cord and dorsal root ganglia in neuropathic and inflammatory pain. Pain, 2009 Feb;141(3):283-91.
- Piechota M, Korostynski M, Solecki W, Gieryk A, Slezak M, Bilecki W, Ziolkowska B, Kostrzewa E, Cymerman I, Swiech L, Jaworski J, PRZEWLOCKI R.: "The dissection of transcriptional modules regulated by various drugs of abuse in the mouse striatum.”; Genome Biology, 2010 May 4;11(5):R48.
- Attwood BK, Bourgognon JM, Patel S, Mucha M, Schiavon E, Skrzypiec AE, Young KW, Shiosaka S, Korostynski M, Piechota M, PRZEWLOCKI R, Pawlak R.: Neuropsin cleaves EphB2 in the amygdala to control anxiety. Nature. 2011 May 19;473(7347):372-5.
- Parkitna JR, Sikora M, Gołda S, Gołembiowska K, Bystrowska B, Engblom D, Bilbao A, PRZEWŁOCKI R. Novelty-seeking behaviors and the escalation of alcohol drinking after abstinence in mice are controlled by metabotropic glutamate receptor 5 on neurons expressing dopamine D1 receptors. Biological Psychiatry. 2013 Feb 1;73(3):263-70.
- Skupio U, Sikora M, Korostynski M, Wawrzczak-Bargieła A, Piechota M, Ficek J, PRZEWŁOCKI R. Behavioral and transcriptional patterns of protracted opioid self-administration in mice. Addiction Biology, 2017 Nov;22(6):1802-1816.

## Nagrody i wyróżnienia
- Nagroda Sekretarza Naukowego PAN (1975);
- Nagroda Fundacji H. i J. Supniewskich (1986);
- Nagroda Sekretarza Wydziału VI Nauk Medycznych PAN (1993);
- Złoty Krzyż Zasługi (1994)[10];
- Nagroda im. T. Browicza Wydziału Medycznego PAU (wraz z Barbarą Przewłocką, 1998);
- Medal Medicina Cracoviensis, Dyplom i Medal Collegium Medicum UJ (2000);
- Krzyż Kawalerski Orderu Odrodzenia Polski (2004);
- Nagroda Naukowa im. Jędrzeja Śniadeckiego Wydziału Nauk Medycznych PAN (2006);
- Nagroda zbiorowa w konkursie im. Jakuba Karola Parnasa na najlepszą pracę doświadczalną z zakresu biochemii i biologii (2008);
- Nagroda indywidualna Rektora UJ – laureat I nagrody za badania naukowe na Wydziale Zarządzania i Komunikacji Społecznej (2009);
- Medal Jędrzeja Śniadeckiego za wybitne osiągnięcia naukowe w dziedzinie medycyny i neurofarmakologii oraz działalność w zakresie organizacji nauki i uznaną pozycję w polskim i międzynarodowym środowisku naukowym (2017).